# District de Mueang Ratchaburi
Le district de Mueang Ratchaburi (thaï : เมืองราชบุรี) est la capitale (amphoe mueang) de la province de Ratchaburi, en Thaïlande.

## Histoire
L'histoire de la région remonte à la ville de Dvâravatî, Khu Bua, située à quelques kilomètres au sud de la ville moderne de Ratchaburi. Après avoir été désertée pendant environ 300 ans, la ville a été rétablie près de Wat Mahathat par le roi U- Thong du Royaume d'Ayutthaya. En 1817, le centre ville a été déplacé sur la rive opposée de la rivière Mae Klong.
Le district était l'un des cinq districts originaux de Monthon Ratchaburi qui ont été établis en 1895 avec Phraya Surinthararuchai (Thet Bunnag) comme premier commissaire surintendant. Au début, l'administration provinciale se trouvait dans le district de Photharam, mais elle fut déplacée au tambon Na Mueang en 1898.

## Géographie
Les districts voisins sont (à partir du nord dans le sens des aiguilles d'une montre) Photharam et Damnoen Saduak de la province de Ratchaburi, Bang Khonthi de la province de Samut Songkhram, Wat Phleng, Pak Tho, et Chom Bueng de Ratchaburi.
La principale rivière du district est la Mae Klong.

## Économie
Le sous-district de Hin Kong sera le site d'une centrale électrique au gaz de 1 400 MW exploitée par le Ratch Group PLC, coté en bourse (SET). La construction commencera en 2021. Le premier bloc de 700 MW sera mis en ligne en 2024 et le second bloc de 700 MW en 2025. La Commission de régulation de l'énergie (ERC) a approuvé la centrale, qui coûtera 21,7 milliards de bahts, en 2019. Ratch a signé un accord d'achat d'électricité de 25 ans avec la société publique Electricity Generating Authority of Thailand (EGAT), qui détient une participation de 45 % dans Ratch.

## Administration
Le district est divisé en 22 sous-districts (tambons), qui sont encore subdivisés en 187 villages (muban). La ville (thesaban mueang) Ratchaburi couvre la totalité du tambon Na Mueang. Le canton (thesaban tambon) Khao Ngu couvre des parties des tambons Chedi Hak et Ko Phlapphla. Lak Mueang couvre Khok Mo, Phong Sawai, Huai Chinsi et tout Ang Thong. Il existe en outre 18 organisations administratives de tambon (TAO).